# فوريو
فوريو (بالإيطالية: Forio)‏ (تعرف أيضًا باسم فوريو إسكيا) هي كومونا في مدينة نابولي الكبرى، جنوب إيطاليا. تقع في جزيرة إسكيا، ويبلغ عدد سكانها 17000 نسمة.